# Emarginea combusta
Emarginea combusta är en fjärilsart som beskrevs av Walker 1857. Emarginea combusta ingår i släktet Emarginea och familjen nattflyn. Inga underarter finns listade i Catalogue of Life.